# چارلز مارتین اسمیت
چارلز مارتین اسمیت (انگلیسی: Charles Martin Smith؛ زادهٔ ۳۰ اکتبر ۱۹۵۳) کارگردان و هنرپیشه اهل ایالات متحده آمریکا است. وی از سال ۱۹۷۱ میلادی تاکنون مشغول فعالیت بوده‌است.
از فیلم‌هایی که وی در آن نقش داشته‌است، می‌توان به تسخیرناپذیران، دیوارنویسی آمریکایی، کارشناسان، بی‌کلام، بلوز زنگ عروسی، من عاشق دردسرم و سنگ سرنوشت اشاره نمود.